# 대장편 도라에몽
대장편 도라에몽(일본어: 大長編ドラえもん だいちょうへんドラえもん[*])은 일본의 만화가 후지코 F. 후지오에 의한 일본의 아동 · SF 만화 작품. 장편 애니메이션 영화의 원작으로 1980년(쇼와 55년)부터 매년 1편이 집필된 도라에몽의 장편 작품으로 영화 개봉에 선행해 월간 코로코로 코믹에서 연재되었다.
보통의 도라에몽이 게재 1회마다의 완결을 기본으로 하고 있는 반면, "대장편"은 영화 1편을 원작으로 하는 하나의 장편을 몇 차례에 나누어 연재해 도라에몽, 노진구, 신이슬, 만퉁퉁, 왕비실 5명이 편마다 다른 다양한 모험에 직면하는 장면이 그려진다. 단행본도 도라에몽에서 독립된 "대장편 도라에몽"으로 발매되고 있다.
1996년(헤이세 8년)의 후지코 F의 사후에도 후지코 F. 후지오 프로가 2004년(헤이세 16년)까지 속편을 제작하고 단행본도 속권으로 발매되었다. 그러나 후지코프로 제작판은 "만화판▷영화 시리즈"로 후지코 F 본인이 집필한 권으로 구성되어 있다. 원래 단행본은 후지코 F가 집필한 17권 "만화판▷영화 시리즈" 7권을 맞춘 전24권이 <텐토우무시(코로코로)코믹스>에서 발행되고 있다.
제목에는 항상 "노비타"라는 일정한 수식어가 들어가는 것이 특징이다.

## 후지코 F의 생전
『월간 코로코로 코믹』 1980년(쇼와 55년) 1월호 제1편인 「노비타의 공룡」의 연재를 시작했다. 이 편은 1975년(쇼와 50년)에 단편 작품으로 발표 된 기존의 단편에 가필, 영화 원작용의 장편으로 한 것이었다. 같은 해 9월부터 연재를 시작한 제2편 「노비타의 우주개척사」 이후는 모두 신작이다. 대체로 매년 9월호 또는 10월호부터 연재를 시작하여 영화 상영이 가까운 3월호 또는 4월호에 완결하는 것으로 시리즈당 5~6회 정도 연재했다.

처음에는 단행본화는 되지 않고 "코로코로" 증간의 <컬러 코믹스>로 1편씩을 정리한 것이 발매되었다. <텐토우무시코믹스>에서 단행본의 발행이 시작된 것은 1983년(쇼와 58년)부터이며 먼저 단행본화 된 것은 같은 해에 연재가 종료된 VOL.4 「노비타의 해저귀암성」이다. 이후의 작품들은 원칙적으로 연재가 종료되는 그 해에 단행본이 발행되고 있다. 
제1편부터 3월의 영화 개봉에 선행해 "코로코로"에서 연재하는 일정으로 매년 발표가 계속되었지만 1988년(쇼와 63년)에 공개된 『도라에몽 노비타의 페러렐 서유기』는 후지코 F의 컨디션 불량으로 인하여 원작 만화는 집필되지 않았다. 따라서 영화 제10작의 원작인 「노비타의 일본탄생」은 『대장편 도라에몽』에서는 제9작이다. 이후의 작품들도 영화와 만화의 통산수에 1개의 차이가 생기고 있다.
또한 1991년(헤이세 3년)부터 1992년(헤이세 4년)에 걸쳐 연재된 VOL.12 「노비타와 구름의 왕국」은 후지코 F의 컨디션 불량 때문에 마지막 2회가 연재 당시에는 집필되지 않고 "코로코로"에는 후지코 F. 후지오 프로에 의한 「완전 비주얼판 일러스트 스토리」(일러스트 및 문장)에 게재되었다. 연재 동년의 단행본 발행도 되지 않고 있었지만 1994년(헤이세 6년)에 완결편이 『도라에몽 클럽』에 게재되어 동년 단행본도 발행되었다. 따라서 예년대로 발행된 VOL.13 「노비타와 양철의 미궁」보다 느린 단행본화가 되어 있다. 완전 비주얼판 일러스트 스토리는 영화와 만화의 두 전개와도 다른 내용이지만 단행본 및 관련 서적에는 미수록되어 있다.
1996년(헤이세 8년), VOL.17 「노비타의 태엽도시 모험기」의 집필 중에 후지코 F가 사망하였다. 즉 같은 편이 유작이 되었다. 스스로 팬 입력까지 간 것은 첫번째 컬러 3페이지 뿐이고 나머지는 후지코 F의 네임 / 원안을 바탕으로 후지코프로가 제작했다. 이 노비타의 태엽도시 모험기까지 후지코 F의 작품으로 되어 있다.

## 후지코 F의 사후
원작자인 후지코 F의 사후에도 매년 3월의 신작 영화 개봉은 계속되었다. 이에 따라 만화도 후지코 F. 후지오 프로에 의해 생전과 마찬가지로 영화 개봉에 선행하는 형태로 『월간 코로코로 코믹』에 발표가 계속되어 단행본도 "대장편 도라에몽"의 속편으로 발행되었다. 그러나 후지코프로 명의의 단행본에는 "만화판▷영화 시리즈"라는 시리즈 이름이 추가되어 후지코 F 본인이 집필한 것과는 구분된다.
이 형태의 연재·단행본화는 영화 제25작으로 제1기의 마지막 영화가 된 『도라에몽 노비타의 완냥시공전』 공개의 2004년(헤이세 16년)까지 계속되었다. 성우를 교체하고 『극장판 도라에몽: 진구의 공룡대탐험』(2006년 공개)부터 시작된 제2기 영화의 만화판은 "대장편 도라에몽"의 속권이 아니라 영화 스토리의 시리즈로 개별 발행되며 VOL.24 「노비타의 완냥시공전」이 대장편 도라에몽의 최종권이 되었다. 「노비타와 기적의 섬」 이후는 월간 코로코로 코믹에서 연재를 대장편 도라에몽으로 취급하고 있지만 단행본은 영화 스토리 시리즈가 있다.
"대장편 도라에몽 만화판▷영화 시리즈"에서는 단행본 표지에 기재되는 저자는 후지코 F. 후지오 프로만 표기했지만 "영화 스토리" 시리즈에서는 원작 : 후지코 F. 후지오, 작화 : 오카다 야스노리로 실제의 집필자의 이름도 포함하게 되었다. 같은 시리즈로는 「노비타의 신 마계대모험 ~7인의 마법사~」, 「노비타와 초록의 거인전」, 「노비타의 인어대해전」, 「노비타와 기적의 섬」, 「노비타의 비밀도구 박물관」, 「노비타의 우주영웅기」가 발매되고 있어 기적의 섬부터는 작화가 무기와라 신타로로 교체했다. 덧붙여 『극장판 도라에몽: 진구의 공룡대탐험』의 만화판은 집필되어 있지 않고 "도라에몽 노비타의 공룡 2006 DS 오리지널 코믹"이라는 『도라에몽 노비타의 공룡 2006 DS』를 소재로 한 만화 140페이지와 공략 정보 50페이지가 합쳐진 191페이지의 단행본이 발매되고 있다. 또한 『극장판 도라에몽: 신 진구의 우주개척사』 이후의 리메이크는 『월간 코로코로 코믹』에서 본편의 어나더 스토리가 게재되었지만 모두 단행본화는 되어 있지 않다.

## 단편과의 차이
"대장편 도라에몽"은 영화화를 전제로 그려져 있으며 1화 완결이 원칙이 되는 단편에 비해 이야기의 규모가 큰 것이 특징. 단편에서는 좁은 동네를 무대로 몇 명의 친구로만 이야기가 진행되는 경우가 많은데 이 시리즈에서는 옛날의 지구나 다른 행성 같은 비일상의 세계를 무대로 그 세계의 거주자와 강력한 적 등 다양한 인물이 등장한다. 항상 안 된 소년 노비타가 대장편에서는 맹활약, 자이언은 깡패보다는 의지할 수 있는 좋은 사람으로의 표현이 눈에 띄는 이미지를 받고 있지만 그것은 비일상적인 모험의 세계에 돌입하고 있으며 지금까지 단편 뿐만 아니라 이기심으로 인해 난폭한 성격이다(우주개척사, 창세일기 등). 또한 스네오도 자이언과 비슷한 특성이 있지만 5명 중 가장 겁쟁이로 간주되는 때도 적지 않고(공룡, 남해대모험 등) 스네오가 트러블메이커가 되는 작품도 있다(용의기사, 이상한 풍사 등). 한편 특유의 깊은 지식과 관찰력, 기술력을 발휘하고 있으며 참모와 엔지니어로 활약하는 작품도 많다(우주소전쟁, 양철의 미궁 등).
히로인인 시즈카에 대해서는 단편보다 더 온화한 소녀로 묘사되어 있으며 적에 대해 평화적 해결을 도모하는 경우가 많다(철인병단, 구름왕국 등). 또한 단편 이상으로 노비타에게 마음이 있는 듯한 묘사가 두드러지고 있으며 그것은 후작만큼 현저하다(철인병단, 도라비안 나이트, 몽환삼검사, 창세일기, 태엽도시 모험기 등). 그래서인지 주인공인 도라에몽의 출연이 약간 먹기할 정도이다. 또한 시즈카가 노비타에게 사용하는 호칭은 일관되게 "노비타상"이다.
이 시리즈에서는 주요 멤버가 도라에몽, 노비타, 자이언, 스네오, 시즈카 5명으로 고정되어 있으며 해당 이야기의 게스트 캐릭터와의 협력으로 위기를 해결하고 다른 사람이 문제 해결에 개입하는 일은 거의 없다(마계대모험, 페러렐 서유기에서는 도라미가 문제 해결에 개입하고 있다. 또한 애니메이션 제2작2기 시리즈의 극장 작품에서는 공룡2006, 신대마경, 우주영웅기, 보물섬, 달탐사기, 신공룡, 우주소전쟁2021을 제외하고 등장해 모험에 참여하고 협력을 하고 있다).

## 작품 목록
- VOL : 발표 순서 및 일부의 예외를 제외한 단행본의 권수. 예외의 권수에 대해서는 "수록"을 참고할 것.
- No : 만화판▷영화 시리즈에서의 시리즈 번호.
- 초출 : 달리 명시되지 않은 『월간 코로코로 코믹』의 게재호.
- 수록 : 1권에 몇 편을 정리하여 수록하고 있는 "대장편 도라에몽 대전집"(이하 "장전")과 <후지코 F. 후지오 대전집>(이하 "F전")의 수록권을 기재. 그 외 단행본은 VOL이 수록 권수가 된다.

| VOL | No | 제목                                     | 초출                                                            | 초출     | 수록 | 수록 | 비고 |
| VOL | No | 제목                                     | 게재호                                                          | 횟수     | 장전 | F전  | 비고 |
| --- | -- | ---------------------------------------- | --------------------------------------------------------------- | -------- | ---- | ---- | --- |
| 1   | -  | 노비타의 공룡                            | 1980년 1월호 ~ 3월호                                            | 3        | 1    | 1    | 이하, 후지코 후지오 명의.                                                                                            |
| 2   | -  | 노비타의 우주개척사                      | 1980년 9월호 ~ 1981년 2월호                                     | 6        | 1    | 1    | |
| 3   | -  | 노비타의 대마경                          | 1981년 9월호 ~ 1982년 2월호                                     | 6        | 1    | 1    | |
| 4   | -  | 노비타의 해저귀암성                      | 1982년 8월호 ~ 1983년 2월호                                     | 7        | 1    | 2    | 11월 까지의 제목은 "노비타의 해저성"                                                                                 |
| 5   | -  | 노비타의 마계대모험                      | 1983년 9월호 ~ 1984년 2월호                                     | 6        | 1    | 2    | |
| 6   | -  | 노비타의 우주소전쟁 (리틀 스타워즈)      | 1984년 8월호 ~ 1985년 1월호                                     | 6        | 2    | 2    | |
| 7   | -  | 노비타와 철인병단                        | 1985년 8월호 ~ 1986년 1월호                                     | 6        | 2    | 3    | |
| 8   | -  | 노비타와 용의기사                        | 1986년 11월호 ~ 1987년 3월호                                    | 5        | 2    | 3    | 본편까지 후지코 후지오 명의.                                                                                         |
| 9   | -  | 노비타의 일본탄생                        | 1988년 10월호 ~ 1989년 3월호                                    | 6        | 2    | 4    | 2월호까지 후지코 후지오 Ⓕ 명의. 3월호만 후지코 F. 후지오 명의.                                                       |
| 10  | -  | 노비타와 동물혹성 (애니멀 플래닛)        | 1989년 10월호 ~ 1990년 3월호                                    | 6        | 2    | 4    | 이하, 후지코 F. 후지오 명의.                                                                                         |
| 11  | -  | 노비타의 도라비안 나이트                 | 1990년 9월호 ~ 1991년 2월호                                     | 6        | 2    | 4    | |
| 12  | -  | 노비타와 구름의 왕국                     | 1991년 10월호 ~ 1992년 3월호 도라에몽 클럽 2호 (1994년 5월 1일) | 4 (+2) 1 | 3    | 5    | 컨디션 불량으로 인해 1월에 중단. 2,3월은 후지코프로에 의한 그림과 글. 후에 『도라에몽 클럽』에 완결판을 그려 내린다. |
| 13  | -  | 노비타와 양철의 미궁 (브리키의 래버린스) | 1992년 9월호 ~ 1993년 3월호 (1월호 휴재)                        | 6        | 3    | 5    | |
| 14  | -  | 노비타와 몽환삼검사                      | 1993년 9월호 ~ 1994년 3월호 (1월호 휴재)                        | 6        | 3    | 5    | |
| 15  | -  | 노비타의 창세일기                        | 1994년 9월호 ~ 1995년 3월호 (12월호 휴재)                       | 6        | 3    | 6    | |
| 16  | -  | 노비타와 은하초특급 (익스프레스)         | 1995년 9월호 ~ 1996년 2월호                                     | 6        | 3    | 6    | |
| 17  | -  | 노비타의 태엽도시(시티) 모험기           | 1996년 9월호 ~ 1997년 3월호 (11월호 휴재)                       | 6        | 3    | 6    | 절필. 후지코 F에 의한 펜 입력은 3페이지만. 후지코 F의 네임·원안 등에 따라 후지코프로가 제작.                         |
| 18  | 1  | 노비타의 남해대모험                      | 1997년 10월호 ~ 1998년 3월호                                    | 6        | 4    | -    | 이하, 후지코프로에 의한 "만화판▷영화 시리즈". 작화는 무기와라 신타로. 각본은 기시마 노부아키.                        |
| 19  | 2  | 노비타의 우주표류기                      | 1998년 10월호 ~ 1999년 3월호                                    | 6        | 4    | -    | |
| 20  | 3  | 노비타의 태양왕전설                      | 1999년 10월호 ~ 2000년 3월호                                    | 6        | 4    | -    | |
| 21  | 4  | 노비타와 날개의 용자들                   | 2001년 2월호 ~ 3월호                                            | 2        | 4    | -    | 이후, 작화는 오카다 야스노리.                                                                                        |
| 22  | 5  | 노비타와 로봇왕국 (킹덤)                 | 2002년 2월호 ~ 3월호                                            | 2        | 4    | -    | |
| 23  | 6  | 노비타와 이상한 풍사                     | 2003년 2월호 ~ 3월호                                            | 2        | 4    | -    | |
| 24  | 7  | 노비타의 완냥시공전                      | 2004년 2월호 ~ 3월호                                            | 2        | 4    | -    | |

## 단행본
여기서는 대장편 도라에몽의 각 단행본 및 "대장편"을 정리해 수록한 단행본에 유사한 잡지 증간의 해설을 기재한다.

## 서지 정보
달리 명시되지 않는 저자는 후지코 F. 후지오. 츄오코론샤의 <츄코 만화 후지코 후지오 랜드>를 제외하고 발행은 모두 쇼가쿠칸.
- 후지코 F. 후지오[주 9] / 후지코 F. 후지오 프로[주 10]"대장편 도라에몽"<텐토우무시(코로코로코)믹스>[주 2] 전24권, 신서판[주 11]
  1. 「노비타의 공룡」1983년 12월 25일 초판 발행 (11월 28일 발매[소 1]), ISBN 4-09-140602-5
  2. 「노비타의 우주개척사」1984년 3월 25일 초판 발행 (2월 28일 발매[소 2]), ISBN 4-09-140603-3
  3. 「노비타의 대마경」1985년 9월 25일 초판 발행 (8월 28일 발매[소 3]), ISBN 4-09-140605-X
  4. 「노비타의 해저귀암성」1983년 6월 25일 초판 발행 (5월 28일 발매[소 4]), ISBN 4-09-140601-7
  5. 「노비타의 마계대모험」1984년 10월 25일 초판 발행 (9월 28일 발매[소 5]), ISBN 4-09-140604-1
  6. 「노비타의 우주소전쟁」1985년 11월 25일 초판 발행 (10월 28일 발매[소 6]), ISBN 4-09-140606-8
  7. 「노비타와 철인병단」1987년 2월 25일 초판 발행 (1월 28일 발매[소 7]), ISBN 4-09-140607-6
  8. 「노비타와 용의기사」1988년 6월 25일 초판 발행 (5월 28일 발매[소 8]), ISBN 4-09-140608-4
  9. 「노비타의 일본탄생」1989년 8월 25일 초판 발행 (7월 28일 발매[소 9]), ISBN 4-09-140609-2
  10. 「노비타와 동물혹성」1990년 11월 25일 초판 발행 (10월 27일 발매[소 10]), ISBN 4-09-140610-6
  11. 「노비타의 도라비안 나이트」1991년 8월 25일 초판 발행 (7월 27일 발매[소 11]), ISBN 4-09-141751-5
  12. 「노비타와 구름의 왕국」1994년 7월 25일 초판 발행 (6월 28일 발매[소 12]), ISBN 4-09-141752-3
  13. 「노비타와 양철의 미궁」1993년 8월 25일 초판 발행 (7월 28일 발매[소 13]), ISBN 4-09-141753-1
  14. 「노비타와 몽환삼검사」1994년 9월 25일 초판 발행 (8월 27일 발매[소 14]), ISBN 4-09-141754-X
  15. 「노비타의 창세일기」1995년 9월 25일 초판 발행 (8월 28일 발매[소 15]), ISBN 4-09-141755-8
  16. 「노비타와 은하초특급」1996년 9월 25일 초판 발행 (8월 28일 발매[소 16]), ISBN 4-09-141756-6
  17. 「노비타의 태엽도시 모험기」1997년 9월 25일 초판 발행 (8월 28일 발매[소 17]), ISBN 4-09-141757-4
  18. (1)「노비타의 남해대모험」1998년 10월 25일 초판 발행 (9월 28일 발매[소 18]), ISBN 4-09-141758-2
  19. (2)「노비타의 우주표류기」1999년 10월 25일 초판 발행 (9월 28일 발매[소 19]), ISBN 4-09-141759-0
  20. (3)「노비타의 태양왕전설」2000년 8월 25일 초판 발행 (7월 28일 발매[소 20]), ISBN 4-09-141760-4
  21. (4)「노비타와 날개의 용자들」2001년 8월 25일 초판 발행 (7월 28일 발매[소 21]), ISBN 4-09-142861-4
  22. (5)「노비타와 로봇왕국」2002년 9월 25일 초판 발행 (8월 28일 발매[소 22]), ISBN 4-09-142862-2
  23. (6)「노비타와 이상한 풍사」2003년 8월 25일 초판 발행 (7월 28일 발매[소 23]), ISBN 4-09-142863-0
  24. (7)「노비타의 완냥시공전」2004년 9월 25일 초판 발행 (8월 27일 발매[소 24]), ISBN 4-09-142864-9
- 후지코 F. 후지오[주 12]『영화 원작 대장편 도라에몽』츄오코론샤 <츄오코믹스 후지코 후지오 랜드> 전9권, 소B6판[주 13]
  1. (142) 「노비타의 공룡」1987년 5월 8日、ISBN 4-12-410142-2
  2. (154) 「노비타의 우주개척사」1987년 8월 14日、ISBN 4-12-410154-6
  3. (170) 「노비타의 대마경」1987년 12월 4日、ISBN 4-12-410170-8
  4. (186) 「노비타의 해저귀암성」1988년 4월 8日、ISBN 4-12-410186-4
  5. (198) 「노비타의 마계대모험」1988년 7월 8日、ISBN 4-12-410198-8
  6. (210) 「노비타의 우주소전쟁」1988년 10월 14日、ISBN 4-12-410210-0
  7. (218) 「노비타와 철인병단」1988년 12월 2日、ISBN 4-12-410218-6
  8. (231) 「노비타와 용의기사」1989년 3월 17日、ISBN 4-12-410231-3
  9. (282) 「노비타의 일본탄생」1990년 4월 3日、ISBN 4-12-410282-8
- 『대장편 도라에몽』 <쇼가쿠칸 코로코로 문고> 전17권, 문고판
  1. 「노비타의 공룡」1995년 2월 24일 발매[소 25]、ISBN 4-09-194011-0
  2. 「노비타의 우주개척사」1995년 2월 24일 발매[소 26]、ISBN 4-09-194012-9
  3. 「노비타의 대마경」1995년 2월 24일 발매[소 27]、ISBN 4-09-194013-7
  4. 「노비타의 해저귀암성」1995년 7월 21일 발매[소 28]、ISBN 4-09-194014-5
  5. 「노비타의 마계대모험」1995년 7월 21일 발매[소 29]、ISBN 4-09-194015-3
  6. 「노비타의 우주소전쟁」1995년 7월 21일 발매[소 30]、ISBN 4-09-194016-1
  7. 「노비타와 철인병단」1996년 2월 23일 발매[소 31]、ISBN 4-09-194017-X
  8. 「노비타와 용의기사」1996년 2월 23일 발매[소 32]、ISBN 4-09-194018-8
  9. 「노비타의 일본탄생」1996년 2월 23일 발매[소 33]、ISBN 4-09-194019-6
  10. 「노비타와 동물혹성」1996년 7월 19일 발매[소 34]、ISBN 4-09-194020-X
  11. 「노비타의 도라비안 나이트」1996년 7월 19일 발매[소 35]、ISBN 4-09-194081-1
  12. 「노비타와 구름의 왕국」1996년 7월 19일 발매[소 36]、ISBN 4-09-194082-X
  13. 「노비타와 양철의 미궁」1997년 2월 21일 발매[소 37]、ISBN 4-09-194083-8
  14. 「노비타와 몽환삼검사」1997년 2월 21일 발매[소 38]、ISBN 4-09-194084-6
  15. 「노비타의 창세일기」1997년 2월 21일 발매[소 39]、ISBN 4-09-194085-4
  16. 「노비타와 은하초특급」1998년 10월 28일 발매[소 40]、ISBN 4-09-194086-2
  17. 「노비타의 태엽도시 모험기」1998년 10월 28일 발매[소 41]、ISBN 4-09-194087-0
- 『도라에몽 노비타의 공룡』 <텐토우무시코믹스 와이도즈 스페셜> 1999년 9월 1일 발매[소 42]、ISBN 4091761119、A3判
- 『컬러판 도라에몽 노비타의 공룡』〈ぴっかぴかコミックススペシャル〉 2006년 2월 1일 발매[소 43]、ISBN 4-09-148028-4、A5変形判
- 『大長編ドラえもん』〈藤子・F・不二雄大全集〉 全6巻[1]、A5判[주 14]
  1. (021) 2010년 9월 29日初版第1刷発行（9월 24일 발매[소 44]), ISBN 978-4-09-143438-8
  2. (022) 2011년 1월 30日初版第1刷発行（1월 25일 발매[소 45]), ISBN 978-4-09-143449-4
  3. (023) 2011년 7월 30日初版第1刷発行（7월 25일 발매[소 46]), ISBN 978-4-09-143466-1
  4. (024) 2011년 12월 27日初版第1刷発行（12월 22일 발매[소 47]), ISBN 978-4-09-143478-4
  5. (025) 2012년 3월 28日初版第1刷発行（2012년 3월 23일 발매[소 48]), ISBN 978-4-09-143486-9
  6. (026) 2012년 5월 30日初版第1刷発行（2012년 5월 25일 발매[소 49]), ISBN 978-4-09-143499-9

## 참고 문헌
- 『후지코 F. 후지오 대전집』 편집부편 『F의 숲의 걸음 걸이 후지코 F. 후지오 만화 월드 탐험 공식 가이드』 쇼가쿠칸 <후지코 F. 후지오 대전집> 별관, 2010년 7월 28일 초판 발행(7월 23일 발일[소 50]), ISBN 978-4-09-143434-0, 271~276쪽
  - 「저작 리스트」, 271~276쪽
  - 「더 많이! SF · 히어로 만화의 세계 2기·3기 걸작 그래피티 대장편 도라에몽」『F의 숲의 걸음 걸이』 166~167쪽

### Web
#작품 목록을 참고로 한 것.
- おおはた (2010년 8월 7일). “ドラちゃんのおへや”. 《はなバルーン倶楽部》. 2010년 11월 10일에 확인함.
- “藤子・F・不二雄作品データベース”. 《からつぶ》. 2010년 8월 25일. 2010년 11월 10일에 확인함.[깨진 링크(과거 내용 찾기)]
- 川路 康裕 (2007년 1월 5일). “藤子不二雄GALLERY”. 2010년 12월 2일에 원본 문서에서 보존된 문서. 2010년 11월 10일에 확인함.

### 내용주
1. 1 2  처음에는 후지코 후지오 명의로 발표했다. 후지코 후지오 Ⓐ와의 콤비 해체 후 후지코 후지오 Ⓕ 명의를 거쳐 후지코 F. 후지오 명의로.
2. 1 2  처음에는 <텐토우무시코믹스>에서 발행되었지만 후에 하위 레이블인 <텐토우무시코로코로코믹>으로 이동.
3. ↑  이 시리즈의 구분은 이 시리즈 4틈새기가 되는 「노비타와 날개의 용사들」의 단행본으로 처음 붙여졌다. 「노비타의 남해대모험」부터 「노비타의 태양왕전설」까지의 3권은 처음에는 없었고 "날개의 용사들" 발행 이후의 증판 때 추가되고 있다.
4. ↑  2005년의 성우 교체 이전, 도라에몽을 오오야마 노부요가 담당하고 있는 시기.
5. ↑  2005년의 성우 교체 이후, 도라에몽을 미즈타 와사비가 담당하고 있는 시기.
6. ↑  "노비타의 은하초특급"에서 스네오가 "노비타... 대장편이 되면 멋진 것을 한다."라는 메타 휙 셔널 발언을 하고 있다.
7. ↑  그러나 일본탄생, 로봇왕국, 완냥시공전(중반), 인어대해전, 신일본탄생 등 주인공인 도라에몽이 주역이 되어 활약하는 작품도 존재한다.
8. ↑  그러나 초기의 3작품인 공룡, 우주개척사, 대마경의 영화판에서는 시즈카가 노비타를 "노비타군"이라고 불렀다.
9. ↑  17권까지. 또한 8권까지는 당초 후지코 후지오 명의로 발행된 콤비 해체 후 증판 때 후지코 F. 후지오 명의로 변경되었다.
10. ↑  18권 이후.
11. ↑  ()내는 만화판▷영화 시리즈의 권수.
12. ↑  당초, 5권까지는 후지코 후지오 명의, 6·7권은 후지코 후지오Ⓕ명의로 발행. 콤비 해체 후 증판 시에 후지코 F. 후지오 명의로 변경된다.
13. ↑  ()내는 FF랜드의 통권 권수.
14. ↑  ( ) 内は大全集の通巻巻数。

#### 쇼가쿠칸: 코믹
이하의 출처는 "쇼가쿠칸 : 코믹"(쇼가쿠칸) 내의 페이지. 서지 정보의 발매일의 출처로 하고 있다.
1. ↑  “『大長編ドラえもん 1 のび太の恐竜』”. 불명. 2009년 10월 25일에 확인함. [깨진 링크(과거 내용 찾기)]
2. ↑  “『大長編ドラえもん 2のび太の宇宙開拓史』”. 불명. 2009년 10월 25일에 확인함. [깨진 링크(과거 내용 찾기)]
3. ↑  “『大長編ドラえもん 3のび太の大魔境』”. 불명. 2009년 10월 25일에 확인함. [깨진 링크(과거 내용 찾기)]
4. ↑  “『大長編ドラえもん 4のび太の海底鬼岩城』”. 불명. 2009년 10월 25일에 확인함. [깨진 링크(과거 내용 찾기)]
5. ↑  “『大長編ドラえもん 5のび太の魔界大冒険』”. 불명. 2009년 10월 25일에 확인함. [깨진 링크(과거 내용 찾기)]
6. ↑  “『大長編ドラえもん 6のび太の宇宙小戦争』”. 불명. 2009년 10월 25일에 확인함. [깨진 링크(과거 내용 찾기)]
7. ↑  “『大長編ドラえもん 7のび太と鉄人兵団』”. 불명. 2009년 10월 25일에 확인함. [깨진 링크(과거 내용 찾기)]
8. ↑  “『大長編ドラえもん 8のび太と竜の騎士』”. 불명. 2009년 10월 25일에 확인함. [깨진 링크(과거 내용 찾기)]
9. ↑  “『大長編ドラえもん 9のび太の日本誕生』”. 불명. 2009년 10월 25일에 확인함. [깨진 링크(과거 내용 찾기)]
10. ↑  “『大長編ドラえもん 10のび太とアニマル惑星』”. 불명. 2009년 10월 25일에 확인함. [깨진 링크(과거 내용 찾기)]
11. ↑  “『大長編ドラえもん 11のび太のドラビアンナイト』”. 불명. 2009년 10월 25일에 확인함. [깨진 링크(과거 내용 찾기)]
12. ↑  “『大長編ドラえもん 12のび太と雲の王国』”. 不明. 2009년 10월 25일에 확인함. [깨진 링크(과거 내용 찾기)]
13. ↑  “『大長編ドラえもん 13のび太とブリキの迷宮』”. 불명. 2009년 10월 25일에 확인함. [깨진 링크(과거 내용 찾기)]
14. ↑  “『大長編ドラえもん 14のび太と夢幻三剣士』”. 불명. 2009년 10월 25일에 확인함. [깨진 링크(과거 내용 찾기)]
15. ↑  “『大長編ドラえもん 15のび太の創世日記』”. 불명. 2009년 10월 25일에 확인함. [깨진 링크(과거 내용 찾기)]
16. ↑  “『大長編ドラえもん 16のび太と銀河超特急』”. 불명. 2009년 10월 25일에 확인함. [깨진 링크(과거 내용 찾기)]
17. ↑  “『大長編ドラえもん 17のび太のねじ巻き都市冒険記』”. 불명. 2009년 10월 25일에 확인함. [깨진 링크(과거 내용 찾기)]
18. ↑  “『大長編ドラえもん 18のび太の南海大冒険』”. 불명. 2009년 10월 25일에 확인함. [깨진 링크(과거 내용 찾기)]
19. ↑  “『大長編ドラえもん 19のび太の宇宙漂流記』”. 불명. 2009년 10월 25일에 확인함. [깨진 링크(과거 내용 찾기)]
20. ↑  “『大長編ドラえもん 20のび太の太陽王伝説』”. 불명. 2009년 10월 25일에 확인함. [깨진 링크(과거 내용 찾기)]
21. ↑  “『大長編ドラえもん 21のび太と翼の勇者たち』”. 불명. 2009년 10월 25일에 확인함. [깨진 링크(과거 내용 찾기)]
22. ↑  “『大長編ドラえもん 22のび太とロボット王国』”. 불명. 2009년 10월 25일에 확인함. [깨진 링크(과거 내용 찾기)]
23. ↑  “『大長編ドラえもん 23のび太とふしぎ風使い』”. 불명. 2009년 10월 25일에 확인함. [깨진 링크(과거 내용 찾기)]
24. ↑  “『大長編ドラえもん 24のび太のワンニャン時空伝』”. 불명. 2009년 10월 25일에 확인함. [깨진 링크(과거 내용 찾기)]
25. ↑  “『大長編ドラえもん 1』”. 불명. 2009년 10월 25일에 확인함. [깨진 링크(과거 내용 찾기)]
26. ↑  “『大長編ドラえもん 2』”. 불명. 2009년 10월 25일에 확인함. [깨진 링크(과거 내용 찾기)]
27. ↑  “『大長編ドラえもん 3』”. 불명. 2009년 10월 25일에 확인함. [깨진 링크(과거 내용 찾기)]
28. ↑  “『大長編ドラえもん 4』”. 불명. 2009년 10월 25일에 확인함. [깨진 링크(과거 내용 찾기)]
29. ↑  “『大長編ドラえもん 5』”. 불명. 2009년 10월 25일에 확인함. [깨진 링크(과거 내용 찾기)]
30. ↑  “『大長編ドラえもん 6』”. 불명. 2009년 10월 25일에 확인함. [깨진 링크(과거 내용 찾기)]
31. ↑  “『大長編ドラえもん 7』”. 불명. 2009년 10월 25일에 확인함. [깨진 링크(과거 내용 찾기)]
32. ↑  “『大長編ドラえもん 8』”. 불명. 2009년 10월 25일에 확인함. [깨진 링크(과거 내용 찾기)]
33. ↑  “『大長編ドラえもん 9』”. 불명. 2009년 10월 25일에 확인함. [깨진 링크(과거 내용 찾기)]
34. ↑  “『大長編ドラえもん 10』”. 불명. 2009년 10월 25일에 확인함. [깨진 링크(과거 내용 찾기)]
35. ↑  “『大長編ドラえもん 11』”. 불명. 2009년 10월 25일에 확인함. [깨진 링크(과거 내용 찾기)]
36. ↑  “『大長編ドラえもん 12』”. 불명. 2009년 10월 25일에 확인함. [깨진 링크(과거 내용 찾기)]
37. ↑  “『大長編ドラえもん 13』”. 불명. 2009년 10월 25일에 확인함. [깨진 링크(과거 내용 찾기)]
38. ↑  “『大長編ドラえもん 14』”. 불명. 2009년 10월 25일에 확인함. [깨진 링크(과거 내용 찾기)]
39. ↑  “『大長編ドラえもん 15』”. 불명. 2009년 10월 25일에 확인함. [깨진 링크(과거 내용 찾기)]
40. ↑  “『大長編ドラえもん 16』”. 불명. 2009년 10월 25일에 확인함. [깨진 링크(과거 내용 찾기)]
41. ↑  “『大長編ドラえもん 17』”. 불명. 2009년 10월 25일에 확인함. [깨진 링크(과거 내용 찾기)]
42. ↑  “『ドラえもん のび太の恐竜』”. 불명. 2011년 5월 24일에 확인함. [깨진 링크(과거 내용 찾기)]
43. ↑  “『ドラえもん のび太の恐竜』”. 불명. 2009년 10월 25일에 확인함. [깨진 링크(과거 내용 찾기)]
44. ↑  “『藤子・F・不二雄大全集 大長編ドラえもん1』”. 불명. 2010년 9월 24일에 확인함. [깨진 링크(과거 내용 찾기)]
45. ↑  “『藤子・F・不二雄大全集 大長編ドラえもん2』”. 불명. 2011년 1월 25일에 확인함. [깨진 링크(과거 내용 찾기)]
46. ↑  “『藤子・F・不二雄大全集 大長編ドラえもん3』”. 불명. 2011년 7월 25일에 확인함. [깨진 링크(과거 내용 찾기)]
47. ↑  “『藤子・F・不二雄大全集 大長編ドラえもん4』”. 불명. 2017년 9월 25일에 원본 문서에서 보존된 문서. 2011년 12월 22일에 확인함.
48. ↑  “『藤子・F・不二雄大全集 大長編ドラえもん5』”. 불명. 2017년 9월 25일에 원본 문서에서 보존된 문서. 2012년 3월 23일에 확인함.
49. ↑  “『藤子・F・不二雄大全集 大長編ドラえもん6』”. 불명. 2017년 9월 25일에 원본 문서에서 보존된 문서. 2012년 3월 23일에 확인함.
50. ↑  “『藤子・F・不二雄大全集 別巻 Fの森の歩き方』”. 불명. 2010년 11월 13일에 확인함. [깨진 링크(과거 내용 찾기)]

## 같이 보기
- 도라에몽
- 도라에몽의 영화 작품